# Passiflora aurantia
Passiflora aurantia es una especie de planta herbácea perteneciente a la familia Passifloraceae. Es originaria de Australia y Papúa Nueva Guinea.

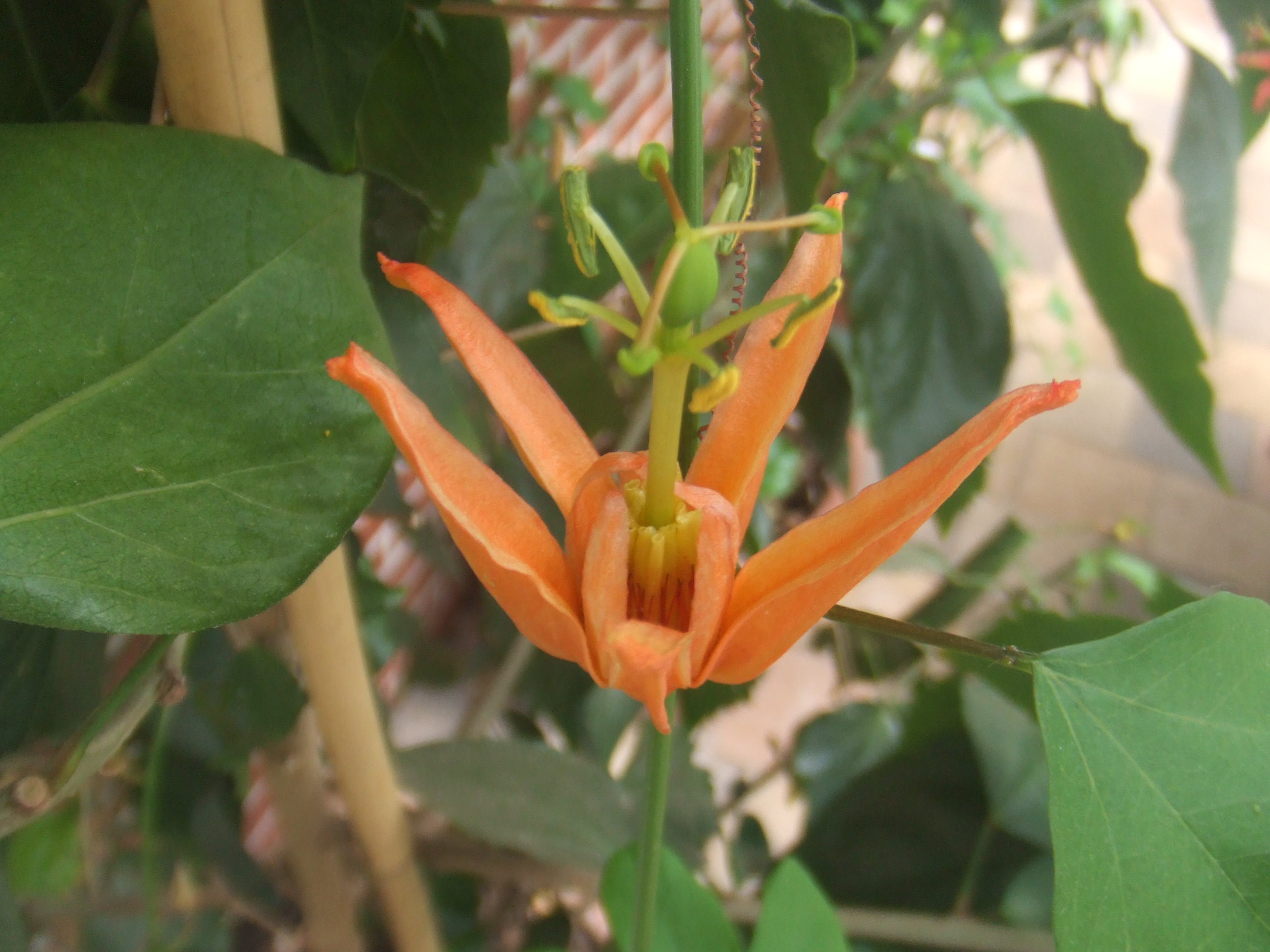
Flor

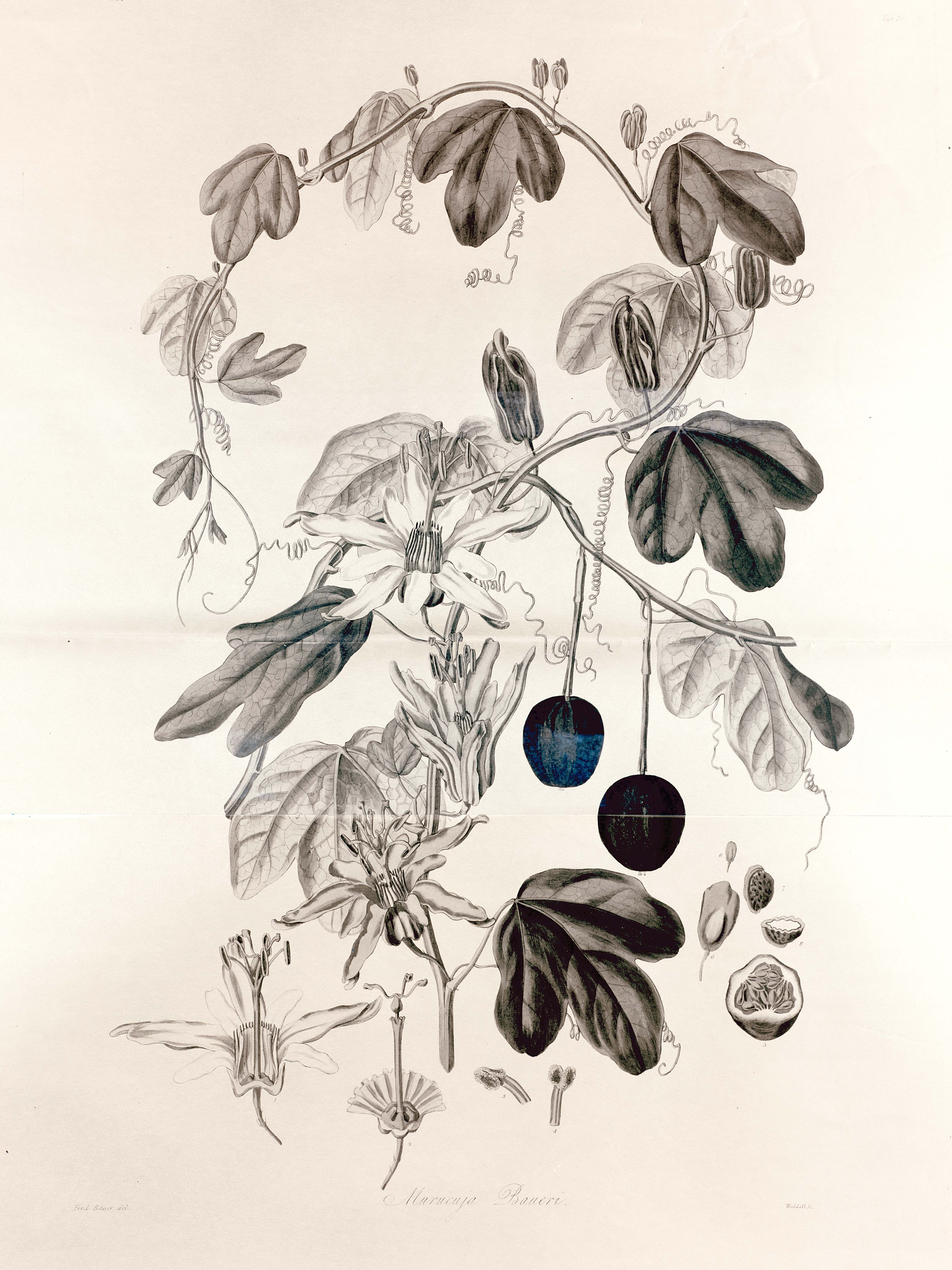
Ilustración

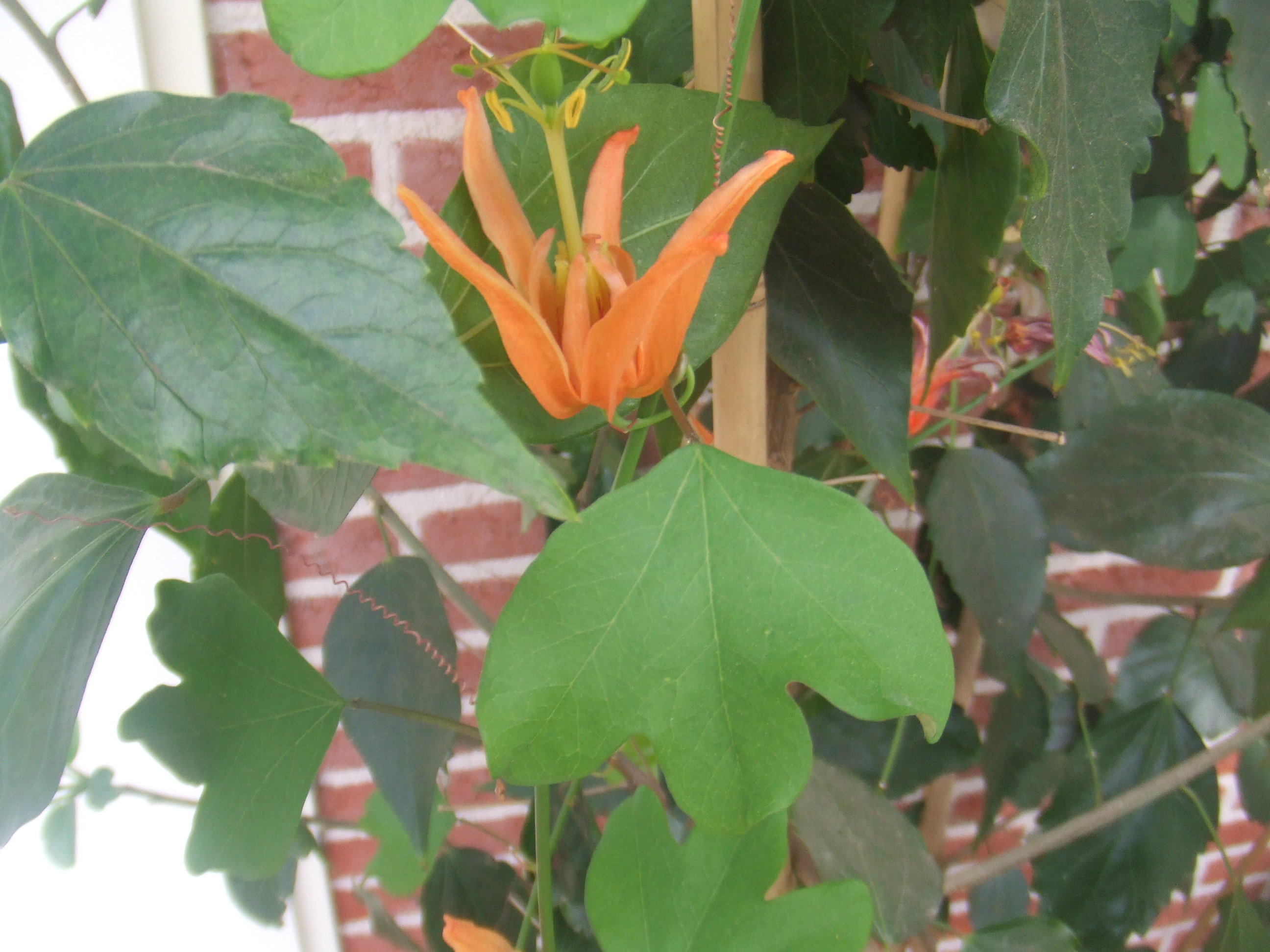
Flor

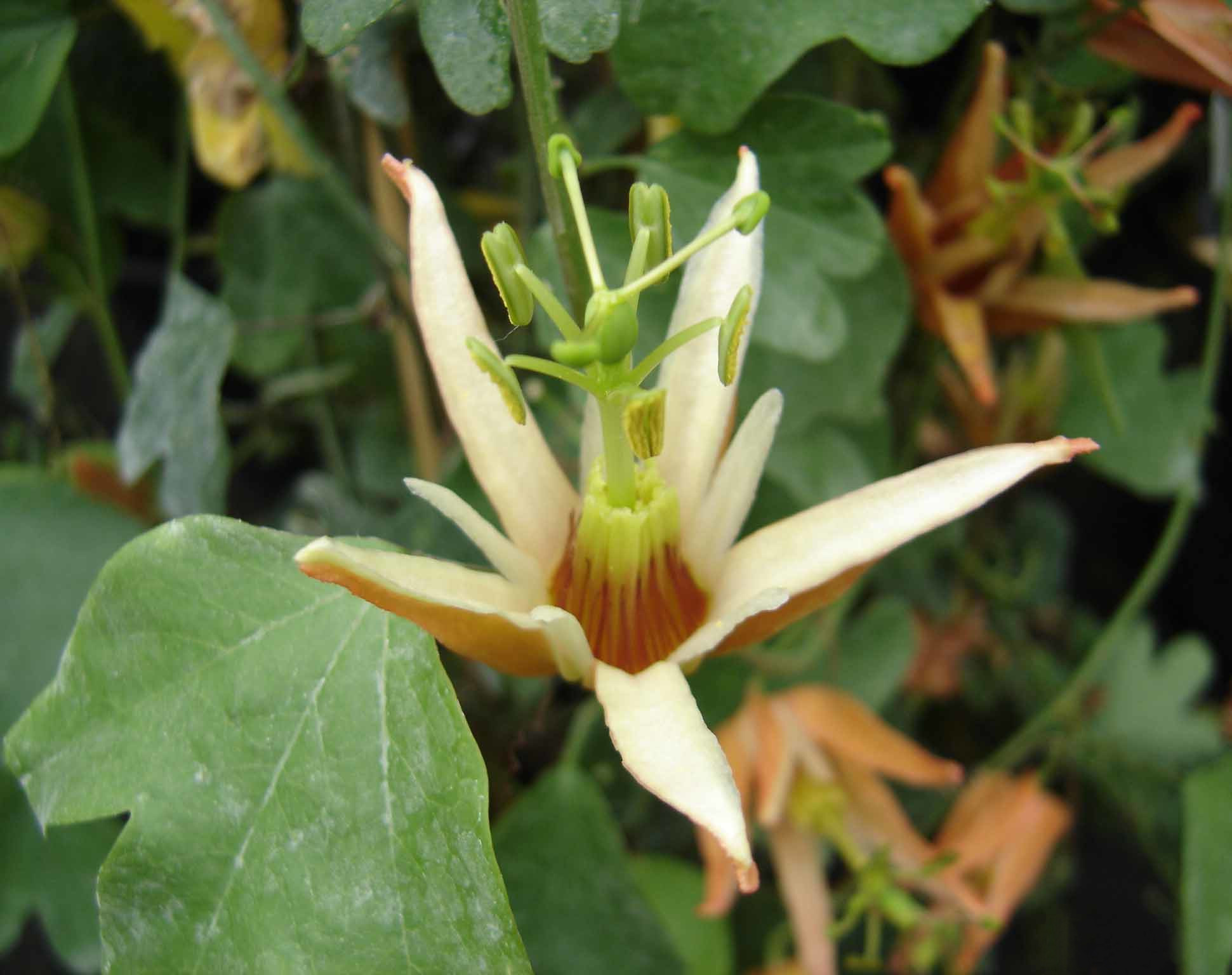
Flor

## Descripción
Es una planta herbácea trepadora, glabra. Las hojas con pecíolo; la lámina 3-lobulada de  3-6  cm de largo,  3.5-6.5  cm de ancho, redondeadas a subauriculadas en la base, enteras; lóbulos redondeados. Con flores solitarias, de color blanco cremoso, oscureciendo a naranja-rojo con la edad.  Fruto elipsoidal, de 3-4 cm de largo. 

## Ecología
Esta planta sirve de alimentación a las larvas de la mariposa Cethosia cydippe.

## Taxonomía
Passiflora aurantia fue descrita por Johann Georg Adam Forster y publicado en Prodromus Systematis Naturalis Regni Vegetabilis 3: 330. 1828.
Etimología
Passiflora: nombre genérico que adoptado por Linneo en 1753 y significa "flor de la pasión" (del latín passio = "pasión" y flos = "flor"), fue otorgado por los misioneros jesuitas en 1610, debido a la similitud de algunas partes de la planta con símbolos religiosos de la Pasión de Cristo, el látigo  con el que fue azotado = zarcillos, los tres clavos = estilos; estambres y la corola radial = la corona de espinas.
aurantia: epíteto
Sinonimia
- Disemma aurantia (G.Forst.) Labill.
- Disemma brachystephanea F.Muell.
- Passiflora banksii var. brachystephanea (F.Muell.) Domin
- Disemma coccinea DC.
- Passiflora banksii Benth.
- Passiflora banksii var. typica Domin nom. inval.
- Passiflora aurantia var. banksii (Benth.) F.M.Bailey
- Murucuja baueri orth. var. Lindl.
- Passiflora brachystephanea (F.Muell.) F.Muell. ex Benth.
- Passiflora brachystephana orth. var. Benth.
- Passiflora glabra J.C.Wendl.
- Passiflora adiantum Willd. nom. illeg.
- Passiflora adiantifolia Ker Gawl. nom. illeg.
- Disemma adiantifolia (Ker Gawl.) DC.
- Distemma adiantifolia (Ker Gawl.) Lem. nom. illeg.
- Murucuia baueri Lindl.
- Disemma baueriana Endl. nom. illeg.
- Disemma baueriana (Endl.) Lem. nom. illeg.
- Disemma baueri (Lindl.) G.Don
- Passiflora baueriana (Endl.) Mast. nom. illeg.
- Murucuia aurantia (G.Forst.) Pers.[2]